# Сехемхет
Сехемхе́т (в переводе: Сехем — Могущественный (Мощный) — Хет — Объединение, Корпорация, Коллегия Богов) в Абидосском списке — Тети, в Саккарском — Джосер Тети, — третий древнеегипетский фараон III династии Древнего царства, правивший на протяжении шести с лишним лет (ок. 2611—2603 до н. э.).
Был преемником фараона Джосера. Вплоть до середины XX века имя Сехемхета было неизвестно исследователям, фараон под таким именем отсутствует и в Туринском списке, и в списке фараонов в храме Сети I в Абидосе, и в списке Саккара.
Туринский список, в свою очередь, сообщает о фараоне Джосерти (то есть Джосер Тети), который якобы правил после Джосера на протяжении семи лет. Современные египтологи предпочитают считать Джосерти и Сехемхета одним лицом.

## «Погребённая пирамида»
Остатки незаконченной ступенчатой пирамиды Сехемхета были обнаружены в 1951—1952 египетским археологом Мухаммедом Закарией Гонеймом вблизи Саккара. Пирамида была погребена под толстым слоем песка, поэтому она также известна как «погребённая пирамида». Раскопки, проведённые Гонеймом, подтвердили, что это сооружение действительно предназначалось для неизвестного ранее правителя, имя которого — Сехемхет — было обнаружено на остатках печатей. Общая схема постройки пирамид Джосера и Сехемхета в Саккаре позволяет утверждать, что визирь и зодчий первого из них — знаменитый Имхотеп — был причастен и к созданию следующей пирамиды (его имя, начертанное красными чернилами, было найдено на стене ограды пирамиды).
Считается, что на момент смерти Сехемхета завершённой осталась только нижняя мастаба, составляющая пирамиду, и после смерти владыки и прихода к власти Хабы все работы над ней были остановлены. Так как основание пирамиды Сехемхета (120 × 120 м) занимает большую площадь, чем основание пирамиды Джосера, считается, что пирамида третьего фараона этой династии должна была быть выше и крупнее первой пирамиды. Работы по строительству пирамиды были остановлены на второй ступени пирамиды, скорее всего, из-за внезапной смерти царя Сехемхета. Позже с неё сняли несколько тонн каменных блоков, так что осталась лишь первая ступень высотой около 10 м и небольшой выступ второй ступени.
В июне 1954 года был обнаружен и бледно-золотистый полупрозрачный алебастровый саркофаг Сехемхета, оказавшийся пустым. Верхняя часть саркофага и сам саркофаг были сделаны из одной глыбы. Наличие в этой пирамиде золотых украшений, а также то, что стены перегородок, преграждающих путь в погребальную камеру, и сам саркофаг не носили следов взлома, доказывает, что грабители в эту пирамиду не проникали. Куда же, в таком случае, исчезла мумия Сехемхета, до сих пор остается загадкой. Вероятно, Сехемхет умер неестественной смертью, в противном случае, его законный преемник, скорее всего, приказал бы достроить гробницу.
Раскопки Гонейма позволили обнаружить каменные сосуды, на некоторых из которых сохранились курсивные надписи чернилами. Среди них можно разобрать имя некоего чиновника Ииенхнума.

## Памятники
- 1 — 2. Откатка печати найденные в пирамиде Сехемхета в Саккара, надписи содержат имена фараона Хор — Сехемхета.
- 3. Откатка печати найденная в пирамиде Сехемхета в Саккара, надпись повествует о «Двух сокровищницах», и о писце находящегося рядом (Возле) фараона Сехемхета.
- 4. Откатка Печати найденная в пирамиде Сехемхета в Саккара, надпись содержит имена Хор — Сехемхета, а также богини Хатхор.
- 5. Надпись чёрными чернилами на известняковой стене окружающую пирамиду Сехемхета в Саккара, надпись содержит титул: "Носитель печати царя Нижнего Египта — Имхотеп, далее надпись не разборчива.
- 6. Откатка печати найденная в пирамиде Сехемхета в Саккара, надпись повествует о: ….надзирателе (надсмотрщике) фараона Хор-Сехемхета.
- 7. Откатка Печати найденная на острове Элефантина, повествует о начальнике (мэре) Элефантины. И о носителе золотой печати Элефантины.
- 8. Откатка Печати найденная на острове Элефантина, содержит имена Фараона Хор-Сехемхета, и имя Хотеп — Рен …. Небти.
- 9. Надпись вырезанная на дощечке из слоновой кости, найденная в пирамиде Сехемхета в Саккара, находится в Каирском музее JdE 92679. Надпись содержит размеры и тип ткани и изделий одежды для царя.
- 10 — 11. Надписи и рисунки найденные в Вади-Магхара.

## Место в III династии
На этот раз археологические свидетельства согласуют все поздние списки царей, как личность преемника Нечерихета. Его имя было Сехемхет, а его имя данное в списках фараонов: Джосерти. Переписка этих двух имён была доказана открытием дощечки из слоновой кости в ступенчатой пирамиде Сехемхета. На мемориальной дощечке была надпись полностью Джосер Небти, да жива она. Царский погребальный комплекс является основным памятником, сохранившимся от его правления. Вероятно, Имхотеп, казначей Нечерихета и главный архитектор его комплекса ступенчатой пирамиды, также приложил руку к комплексу Сехемхета. Надпись на северной стене комплекса называет имя Имхотеп, но дальше надпись неясна. О царствовании Сехемхета свидетельствуют находки высокого качества исполнения из его пирамиды. В частности, набор золотых ювелирных изделий, обнаруженных в основном коридоре.
Сехемхет продолжил «программу» экспедиций в Вади-Магхара, начатой его предшественником. Скальные надписи на скале над долиной показывают царя, поражающего пленного бедуина (эта надпись была когда-то отнесена к фараону I династии Семерхету). Печать-надпись, носящая имя Сехемхета, была обнаружена в городе Древнего царства, в Элефантине. Печать показывает титул чиновника, который был «надзирателем Элефантины» и «Печатником золота Элефантины». Печать представляет самое раннее известное название города (египетское Зbw). Туринский папирус назначает преемнику Джосера всего шесть лет правления. Учитывая незавершённость ступенчатой пирамиды Сехемхета — основного проекта строительства и нехватки других памятников, приуроченных к его царствованию, эта цифра представляется историкам правдоподобной.

## Семья
Из надписей в Вади-Магхара, помимо изображений фараона, можно видеть мужскую фигуру с характерными титулами:
- 1. Хатиа
- 2. Главнокомандующий (генерал)
- 3. Царедворец (придворный)
- 4. Старший (=главенствующий титул)(в) хранилище (Складе)
- 5. Носитель печати царя (Верхнего) Египта

И шестой-родственный титул «Сын царя (от) утробы (его)».
На основе этих надписей можно видеть принца в роли главы захваченных территорий. Имя не надписано ни на первой ни на второй надписи.